# Charles Algernon Parsons
Sir Charles Algernon Parsons (London, 13. lipnja 1854. – Kingston Harbour, 11. veljače 1931.), britanski inženjer, najpoznatiji po izumu s parne turbine. Radio je također na konstruiranju trubina, dinamu i elektranama te optičkoj opremi za reflektore i teleskope. Imao je veliki utjecaj na elektrotehniku i brodogradnju.

## Životopis
Parsons je rođen u Londonu u anglo-irskoj obitelji u obitelji 13-tero djece kao najmlađi sin Williama Parsonsa (3. Earl od Rosse), ali je samo 4 sina preživjelo djetinjstvo.Rodivši se u plemićkoj obitelji, imao je privilegiju privatnog obrazovanja u Irskoj što ga je potaknulo da se bavi znanošću.
Pohađao je Trinity College u Dublinu te kasnije St. John's College u Cambridgeu gdje je studirao matematiku te diplomirao 1877. Iste godine se zapošljava u inženjerskoj tvrtci W.G. Armstronga kao naučnik. Kao vodeći inženjer za električnu opremu u Clarke, Chapman and Co., 1884. razvio je složenu parnu turbinu koja je revolucionizirala pomorstvo i pomorsko ratovanje. 1889. započinje rad u vlastitoj tvrtci C.A. Parsons and Company, nakon što je radio u nekoliko različitih kompanija te stekao vrijedno iskustvo, u kojoj se bavi proizvodnjom parnih turbina, električnih generatora i ostalih električnih uređaja. Danas je njegova tvrtka dio njemačkog konglomerata Siemens. 
Kao veliki ljubitelj brodova i pomorstva, uz rad na turbinama, gradi Turbiniu, prvi brod pokretan parnom turbinom, koji se mogao kretati brzinom od 34 čvora, za razliku od ostalih brodova Britanske ratne mornarice koji su imali brzinu od 27 čvorova.Po uzoru na Turbiniu, ratni brodovi su brzo usvojili pogon na parnu turbinu.
Parsons je umro 11. veljače 1931. dok je krstario za ženom.

## Parna Turbina
Parna turbina koju je Parsons konstuirao temeljila se na nakoliko stupnjeva u nizu. Ekspanzija svakog stupnja bila je ograničena tako da se izvuče maksimalna kinetička energija iz lopatica, a da one pritom ne pređu dopuštenu brzinu rotacije. Turbina je 1891. dobila kondenzator te se počinje koristiti u elektranama. Prva takva elektrana koja je koristila parnu turbinu bila je Fort Banks u Engleskoj. Kroz sljedećih nekoliko godina, turbina se dalje razvijala te je 1899. godine izrađena jedna nazivne snage 1 MW koja se koristila u elektrani u Elberfeldu, Njemačka.

## Turbinia
Prepoznavši veliki potencijal svog parnog stroja, Parsons je svoj izum odlučio iskoristiti u pomorstvu. Prvo je svoje naume i eksperimente vršio na malome modelu te dobivene rezultate iskoristio za gradnju Turbinie. Turbinia je prvi put puštena u pogon 2. kolovoza 1894. godine. Povodom 60. obljetnice vladavine kraljice Viktorije 26. lipnja 1897. godine održana je pomorska smotra ratne mornarice. Parsons se nepozvan pojavio s Turbiniom te koja je bila brža od svih nadzočnih razarača mornarice. Mornarica, oduševljena Turbiniom, u sljedeće dvije godine gradi dva nova razarača, Viper i Cobra, koji su pokretani Parsonsovim turbinama. Turbinia je 1907. godine izvađena iz pogona te je danas izložena u muzeju u Newcastle-u.

## Obitelj i nasljeđe
Dok je radio u Leedsu, Parsons je upoznao buduću ženu Katherine Bethell s kojom se oženio 1883., navodno je osvojivši impresivnim znanjem šivanja. Zajedno su imali dvoje djece, kćer Rachel (1885.) i sina Georgea (1886.). Za vrijeme života osvojio je brojne nagrade i medalje od kojih su samo neke Copleyeva medalja, Rumfordova medalja, Faradayeva medalja. Parsons je umro 1931. dok je bio na krstarenju sa ženom.
Zbog svojih mnogih brojnih uspjeha i zasluga, 2017. godine je u optjecaj pušteno 6000 srebrnih kovanica od 15 eura.